# Rinconada (Jujuy)
Rinconada ist die Hauptstadt des gleichnamigen Departamentos Rinconada in der Provinz Jujuy im äußersten Nordwesten Argentiniens. Sie liegt in der Puna auf einer Höhe von 3953 Metern und ist damit der höchstgelegene Ort Argentiniens mit eigener Verwaltung. Rinconada ist über die Ruta Provincial 7 zu erreichen, die vier Kilometer nördlich von Abra Pampa von der Ruta Nacional 9 abzweigt. Die Entfernung von der Abzweigung bis Rinconada beträgt 62 Kilometer.
Die Gesamtbevölkerung der Gemeinde umfasst 1352 Einwohner, von denen nur 353 Einwohner den Ortskern bewohnen. Im Vergleich zum Zensus von 1991 ergab die Volkszählung von 2001 einen Rückgang der Bevölkerung um 21,67 Prozent. 
Rinconada hat eine Kirche namens Iglesia de San José. In der Nähe von Rinconada befindet sich der 150 km² große See Laguna de los Pozuelos.

## Veranstaltungen
- Januar: Competencia de Lavadores de Oro. Dreitägiger Goldwäscherwettbewerb in Rinconada.
- Februar: Festival del Cordero. Volksfest rund ums Schaf.
- 19. März: Feria del Trueque und Fiestas Patronales de San José. Tauschmesse und Patronatsfest mit Prozession, sowie Kultur- und Sportprogramm